# Şener Şen
 (août 2020).
Si vous disposez d'ouvrages ou d'articles de référence ou si vous connaissez des sites web de qualité traitant du thème abordé ici, merci de compléter l'article en donnant les références utiles à sa vérifiabilité et en les liant à la section « Notes et références ».
Şener Şen, (né le 26 décembre 1941 à Adana, Turquie), est un acteur de cinéma et de théâtre, et l'une des figures les plus célèbres du cinéma turc.

## Biographie
Şener Şen est le fils d'Ali Şen, lui-même acteur célèbre. Pourtant, il ne se destine d'abord pas au même métier. Entre 1964-1966, il exerce le métier d'instituteur dans le village de Penek, dans la région de Malazgirt, province de Muş,.
Sa famille vient à Istanbul quand il a neuf ans et ils s’installent à Zeytinburnu qui, à cette époque-là, est un bidonville. Il finit l’école primaire sans problème mais il redouble trois fois la première classe du lycée. Entretemps il participe aux ateliers de théâtre qui sont arrangés pour les amateurs à Yeşil Sahne (« la scène verte ») à Cağaloğlu.
Malgré la célébrité de son père, il ne lui demande jamais de l’argent ; il travaille deux ans dans une usine, il fait du colportage et travaille en tant que chauffeur pour en gagner. En 1964, il commence à travailler comme instituteur dans les différentes villes d’Anatolie. Deux ans plus tard, il prend la décision de devenir acteur.
Şener Şen s'est marié deux fois. En 1974, il a une fille, Bengü Şen.
Il a été marié, de 1989 à 1996, à l’actrice turque Şermin Hürmeriç.
Il habite encore à Cihangir, un quartier d'Istanbul.

### Carrière
En 1966, il revient à Istanbul et s’efforce longtemps de jouer dans une pièce du théâtre. Il réussit finalement à intégrer le Théâtre Municipal d’Istanbul en 1967. Entre-temps il fait du doublage et il obtient des petits rôles dans des films.
C'est en 1975 que sa vie prend un tournant décisif. Il joue dans la comédie d'Ertem Eğilmez Hababam Sınıfı. Le film, qui met en scène les frasques des élèves turbulents d'une école privée, obtient un énorme succès en Turquie, et est le début d'une longue série. Il interprète le rôle du professeur d’éducation physique du lycée, Badi Ekrem. Au cours du tournage, Şener Şen apprend à connaître l'acteur comique Kemal Sunal. Ensemble, ils vont former une paire d'acteurs comiques incontournable, dont le jeu va s'incarner dans de nombreux films, comme Süt Kardeşler, Şabanoğlu Şaban, Tosun Paşa, Kibar Feyzo, Çöpçüler Kralı ou Davaro.
Il joue aussi avec İlyas Salman (comme dans Erkek Güzeli Sefil Bilo, Banker Bilo, Çiçek Abbas…). 

#### Rôles et personnages
Dans les films de comédie, il interprète le plus souvent le rôle de types rusés, roublards et lâches. Mais, contrairement à des acteurs comme Kemal Sunal, İlyas Salman, ou Adile Naşit, avec lesquels il partage souvent l'affiche, Şener Şen s'engage aussi dans d'autres registres. Il joue ainsi dans plusieurs pièces du répertoire du théâtre classique, comme Othello et Cyrano de Bergerac. Surtout, à partir de la deuxième moitié des années 1990, il tourne dans des films dramatiques, notamment dans Eşkıya (1996), où il incarne un vieux brigand des montagnes kurdes, qui, libéré après 35 ans de prison, se retrouve à Istanbul face à un monde lui étant devenu complètement étranger. Il obtient pour ce rôle un prix au festival de Valence de 1997. Dans le même registre, il tourne dans Kabadayı (2007), où il incarne un « vieux dur au grand cœur », aux prises avec de jeunes mafieux sans scrupules,.
Il a également joué dans des séries télévisées et des publicités.

## Filmographie

### Acteur

#### Années1970
- 1973 : Bitirimler Sosyetede, le garçon

- 1974 : Düşmanlarım Çatlasın d'Ülkü Erakalın : le médecin
- 1974 : Ayrı Dünyalar de Orhan Aksoy : le joueur
- 1975 : Bak Yeşil Yeşil de Hulki Saner : Ahmet Hasanoğlu
- 1975 : Bizim Aile de Ergin Orbey : Şener
- 1975 : Hababam Sınıfı Sınıfta Kaldı d'Ertem Eğilmez : Badi Ekrem
- 1975 : Aptal Şampiyon de Hulki Saner : Tong
- 1976 : Hababam Sınıfı Uyanıyor d'Ertem Eğilmez : Badi Ekrem
- 1976 : Tosun Paşa de Kartal Tibet : Lütfü
- 1976 : Süt Kardeşler d'Ertem Eğilmez : Commandant Hüsamettin
- 1977 : Hababam Sınıfı Tatilde d'Ertem Eğilmez : Badi Ekrem
- 1977 : Şabanoğlu Şaban d'Ertem Eğilmez : Commandant Hüsamettin
- 1977 : Çöpçüler Kralı de Zeki Ökten : Zabıta amiri Şakir
- 1977 : Gülen Gözler d'Ertem Eğilmez : Vecihi
- 1978 : Kibar Feyzo d'Atıf Yılmaz : Maho Ağa
- 1978 : Sultan de Kartal Tibet : Bakkal Bahtiyar
- 1978 : Hababam Sınıfı Dokuz Doğuruyor de Kartal Tİbet : Badi Ekrem
- 1978 : Neşeli Günler d'Orhan Aksoy : Ziya
- 1979 : Erkek Güzeli Sefil Bilo d'Ertem Eğilmez : Mahmut Ağa
- 1979 : N'Olacak Şimdi d'Atıf Yılmaz : Şakir

#### Années1980
- 1980 : Banker Bilo d'Ertem Eğilmez : Mahmut
- 1981 : Gırgıriyede Şenlik Var de Kartal Tibet : Duman Haydar
- 1981: Davaro de Kartal Tibet : Süleyman Hıyarto
- 1982 : Adile Teyze d'Alev Akakar : Ahmet
- 1982 : Çiçek Abbas de Sinan Çetin : Şakir
- 1982 : Dolap Beygiri d'Atıf Yılmaz : Yakup
- 1983 : Gırgıriyede Cümbüş Var de Temel Gürsu : Haydar
- 1983 : Şekerpare d'Atıf Yılmaz : Ziver
- 1983 : Şalvar Davası de Kartal Tibet : Ömer Ağa
- 1984 : Namuslu de Ertem Eğilmez : Mutemet Ali Rıza
- 1985 : Züğürt Ağa de Nesli Çölgeçen : l'Agha
- 1985 : Aşık Oldum d'Ertem Eğilmez : Şakir Bostancı
- 1985 : Çıplak Vatandaş de Başar Sabuncu : Ibrahim
- 1986 : Milyarder de Kartal Tibet : Mesudiyeli Mesut
- 1986 : Değirmen d'Atıf Yılmaz : Kaymakam Hilmi
- 1987 : Muhsin Bey de Yavuz Turgul : Muhsin Bey
- 1987 : Selamsız Bandosu de Nesli Çölgeçen : Latif Şahin
- 1988 : Zengin Mutfağı de Başar Sabuncu : Lütfü Usta
- 1988 : Arabesk d'Ertem Eğilmez : Şener
- 1988 : Yasemin de Hark Bohm : Yunus

#### Années1990
- 1990 : Aşk Filmlerinin Unutulmaz Yönetmeni de Yavuz Turgul : Haşmet Asilkan
- 1992 : Gölge Oyunu de Yavuz Turgul : Abidin
- 1993 : Amerikalı de Şerif Gören : Şeref ou Şeref the Turk
- 1996 : Eşkıya de Yavuz Turgul : Baran

#### Années2000
- 2004 : Gönül Yarası de Yavuz Turgul : Nazım
- 2007 : Kabadayı d'Ömer Vargı : Ali Osman

#### Années2010
- 2010 : La Saison de la chasse de Yavuz Turgul : Ferman-Avcı

## Doublage

### Années1970
- 1972 : Keloğlan'la Can Kız de Metin Erksan, Il double la voix d'İhsan Bayraktar
- 1972 : Yılmayan Şeytan de Yılmaz Atadeniz, Il double la voix de Zeki Sezer
- 1973 : Yalancı ou bien Çok Yalnızım de Mehmet Dinler, Il double la voix de Zeki Sezer
- 1973 : Karateci Kız d'Orhan Aksoy, Il double la voix de Yaşar Şener
- 1973 : Bitirimler Sosyetede de Zeki Ökten, Il double les voix de Kayhan Yıldızoğlu et de Sami Hazinses
- 1973 : Bitirim Kardeşler de Zeki Ökten, Il double la voix de Kayhan Yıldızoğlu
- 1974 : Yaşar Ne Yaşar Ne Yaşamaz d'Ergin Orbey, Il double la voix de Nubar Terziyan
- 1974 : Reisin Kızı d'Aram Gülyüz, Il double la voix d'Ilhan Daner
- 1974 : Palavracılar de T. Fikret Uçak, Il double la voix de Danyal Topatan
- 1974 : Kara Boğa de Yavuz Figenli, Il double la voix d'Ahmet Turgutlu
- 1974 : Erkekler Ağlamaz d'Osman F. Seden, Il double la voix de Hakkı Kıvanç
- 1974 : Almanyalı Yarim d'Orhan Aksoy, Il double la voix de Sami Hazinses
- 1974 : Gerçek de Temel Gürsu, Il double la voix du médecin
- 1975 : Üç Kağıtçılar de Natuk Baytan, Il double la voix d'Ercan Bostancıoğlu
- 1975 : Pisi Pisi de Zeki Ökten, Il double la voix de Sıtkı Akçatepe
- 1975 : Parayla Değil Sırayla d'Arif Keskiner, Il double la voix de Tuncay Özinel
- 1975 : Evcilik Oyunu d'Orhan Aksoy, Il double la voix de Reşit Çildam
- 1975 : Deli Yusuf d'Atıf Yılmaz, Il double la voix de Hamit Haskabal
- 1975 : Babanın Oğlu de Melih Gülgen, Il double la voix de Hayri Karabey
- 1975 : Baba Bizi Eversene d'Oksal Pekmezoğlu, Il double la voix de Bilge Zobu
- 1975 : Ah Bu Gençlik d'Orhan Elmas, Il double la voix de Şemsi İnkaya
- 1976 : Le Message Çağrı de Moustapha Akkad, Il double la voix d'Ewen Solon
- 1976 : Öyle Olsun d'Orhan Aksoy, Il double la voix de Bilge Zobu
- 1976 : Mağlup Edilemeyenler d'Atıf Yılmaz, Il double la voix de Muhteşem Durukan
- 1976 : Lüküs Hayat de Yüksel Uçanoğlu, Il double la voix de Nizam Ergüden
- 1976 : İki Kızgın Adam d'Ertem Göreç, Il double la voix de Yükssel Gözen
- 1976 : Hasip ile Nasip d'Atıf Yılmaz, Il double la voix de Çetin Tolbaş
- 1978 : Evlidir Ne Yapsa Yeridir de Şerif Gören, Il double la voix de Halit Akçatepe
- 1979 : Dokunmayın Şabanıma d'Osman F. Seden, Il double la voix de Halit Akçatepe

### Années1980
- 1981 : Şaka Yapma d'Osman F. Seden, Il double la voix de Şefik Döğen

## Théâtre
- 1974 : Nafile Dünya ou bien Seferi Ramazan Bey'in Nafile Dünyası mise en scène Oktay Arayıcı
- 1975 : Oyun Nasıl Oynanmalı ? mise en scène Vasıf Öngören
- 1976 : Şvayk Hitler'e Karşı de Bertolt Brecht mise en scène Ergin Orbey
- 1977 : Zengin Mutfağı mise en scène Başar Sabuncu
- 1979 : Sersem Kocanın Kurnaz Karısı de Haldun Taner
- 1982 : Neşe-i Muhabbet mise en scène Emel Sayın et Yıldırım Gürses
- 2004 : Mucizeler Komedisi mise en scène Işıl Kasapoğlu

## Séries Téléviées
- entre les années 1998 et 2001 : İkinci Bahar scénario écrit par Sulhi Dölek : Ali Haydar (37 épisodes)
- 2002 : Biz Size Aşık Olduk d'Ümit Önal : Kemal (3 épisodes)

## Distinctions
- 1978 : Festival du film d'Antalya : prix du meilleur acteur dans un second rôle pour Çöpçüler Kralı
- 1987 : Festival du film d'Antalya : prix du meilleur acteur pour Muhsin Bey
- 2004 : Festival du film d'Antalya : prix d'honneur
- 2005 : Festival du film d'Antalya : prix du meilleur acteur pour Gönül Yarası
- 2006 : Festival international du film d'Istanbul : prix d'honneur
- 2010 : Festival du film turc de Londres : prix d'honneur